# Abu Salim Ali
 Abu Salim Ali foi um rei de Marrocos da  Dinastia Merínida, reinou entre 1359 e 1361. Foi antecedido no trono por Maomé II Saíde, e foi seguido no trono por Abomar Taxufine.